# Señor de Las Limas
El Señor de Las Limas es una escultura olmeca tallada en serpentina correspondiente al período Preclásico mesoamericano. Se conserva en el Museo de Antropología de Xalapa.
De 55 x 42 cm, representa a un hombre joven en posición sedente que sostiene tendido en su regazo un niño-jaguar, este último un personaje mitológico que aparece constantemente en la mitología y arte olmecas. La escultura es famosa por las probables representaciones de seres sobrenaturales en incisiones grabadas en el rostro, hombros y piernas de la figura, tal vez un sacerdote presentando una víctima como ofrenda, porque el niño aparece con las piernas colgando inertes; se le considera por ello una importante referencia en el conocimiento de la religión de los olmecas.

## Interpretación
Se conocen varias esculturas olmecas que representan figuras portando tocado y que sostienen niños-jaguar de apariencia inerte, desde la menor de las figurillas hasta los grandes "altares" o tronos, tales como La Venta Altar 5.
No está claro el simbolismo que estas esculturas tenían para los olmecas. Ciertos investigadores, basándose en la cueva simbólica que rodea a la figura del Altar 5, piensan que las obras se relacionan con mitos sobre los orígenes del hombre, o con travesías espirituales. Otros creen que la figuración lánguida del infante-jaguar denota un sacrificio infantil. Otras investigaciones lo relacionan a rituales agrícolas. Gómez Rueda señala, además, que la figura cuenta con incisiones circulares visibles en los costados y en la parte trasera de la misma, que permitían cargarla es decir, trasladarla con probables fines rituales. Se tiene la documentación en la civilización maya realizaba el traslado y colocación de piezas sagradas con diversas direcciones de acuerdo a los puntos cardinales. Morante, por su parte, indica que además de sus características móviles, las incisiones pudieron ayudar a los sacerdotes como una suerte de mnemotecnia para las ceremonias rituales.
Coe, por su parte, señala que hasta el descubrimiento del Señor de las Limas, se mantenía la idea generalizada de un dios-jaguar primigenio del que derivaban las demás deidades olmecas. Las inscripciones de esta escultura dieron un panorama más amplio en cuanto a las creencias olmecas.

## Figuras incisas

Figura del hombro derecho, generalmente identificado como el dios del ojo con banda. La estrecha banda que recorre la nariz y la que baja por la cara de este ser sobrenatural es casi idéntica a las bandas incisas que cruzan el rostro del joven.[7]
Figura de la pierna derecha, generalmente se identifica como el dragón olmeca. El símbolo X que aquí cubre el ojo también se aprecia en el pecho del infante-jaguar. Es un motivo olmeca bastante común.
Figura del hombro izquierdo, generalmente se identifica como el Pájaro Monstruoso.  Las "cejas flamígeras" que se aprecian en esta imagen son un motivo olmeca común.
Figura de la pierna izquierda, generalmente se identifica como el Pez o Tiburón Monstruo.

## Historia

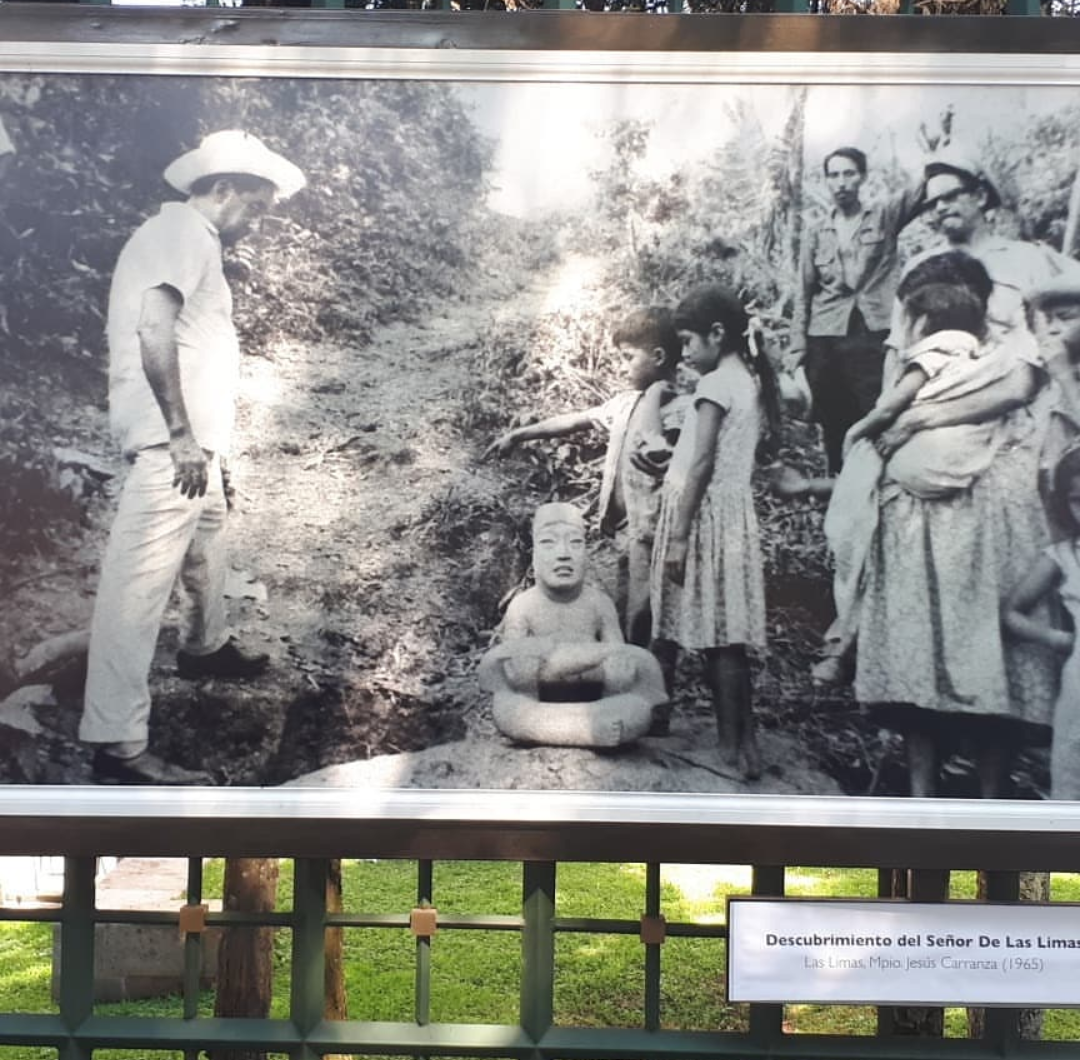
El entonces presidente municipal de Las Limas Raymundo Herrera posa con los niños en el lugar de su hallazgo.

La pieza fue hallada casualmente el 16 de julio de 1965 por dos niños chinantecos del pueblo de Las Limas, en el sureste del estado mexicano de Veracruz, en el extremo meridional del área nuclear olmeca. Los niños se llamaban Severiano y Rosa Manuel Pascual y encontraron el monolito cuando buscaban una piedra para romper coyoles. 
Al cavar en la tierra para sacar lo que creían una piedra común encontraron el rostro del Señor de Las Limas. Los lugareños creyeron que se trataba de una aparición de la Virgen María y el Niño al ocurrir el hallazgo un 16 de julio, día de la Virgen del Carmen, y le erigieron un altar donde permaneció hasta que los arqueólogos se percataron y lo llevaron al Museo de Antropología de Xalapa. 
El Señor de las Limas fue robado del museo el 12 de octubre de 1970, pasó por Tehuacán y Huautla de Jiménez antes de llegar a Estados Unidos, donde los ladrones pretendían venderlo. Como no consiguieron comprador, lo dejaron abandonado en un motel de San Antonio (Texas) en 1975. El gobierno de los Estados Unidos lo devolvió tiempo después y actualmente se encuentra en el Museo de Antropología de Xalapa.

## Repercusiones en la cultura
En 1996, el gobierno mexicano emitió, dentro de una serie de monedas conmemorativas alusivas a las culturas precolombinas, una del Señor de Las Limas en plata ley 0.999 de 1 onza de peso y 40 mm de diámetro. En su anverso ostenta una imagen de la escultura, en el reverso el escudo nacional y su canto es estriado. La moneda tiene la denominación de 5 pesos mexicanos pero carece de curso legal por lo que su valor fluctúa según la demanda de los coleccionistas y el valor de la plata.
Existe una novela ligera escrita por Norberto Oropeza Rosas, de tipo narrativa, con tintes románticos, inspirada en el robo del Señor de las Limas el 12 de octubre de 1970. El hecho tuvo un impacto importante para la nueva legislación sobre el patrimonio cultural de México.